# Thijmen Blokzijl
Thijmen Blokzijl (* 25. Februar 2005 in Groningen) ist ein niederländischer Fußballspieler.
Er spielt seit seiner Kindheit beim FC Groningen. Zudem ist er niederländischer Nachwuchsnationalspieler.

## Karriere

### Verein
Thijmen Blokzijl begann mit dem Fußballspielen bei Velocitas 1897 und wechselte über einen Umweg bei Be Quick 1887 in die Jugendabteilung des FC Groningen. Am 8. Januar 2023 gab er im Alter von 17 Jahren bei der 0:1-Niederlage im Auswärtsspiel gegen Excelsior Rotterdam sein Profidebüt in der Eredivisie. Schnell erkämpfte sich Blokzijl einen Stammplatz als Innenverteidiger, wurde allerdings zwischenzeitlich durch eine Knöchelverletzung ausgebremst. Zum Saisonende stieg der FC Groningen aus der Eredivisie ab.

### Nationalmannschaft
Thijmen Blokzijl lief in den Altersklassen U15, U17 und U18 für niederländische Nachwuchsnationalmannschaften auf.